# Athyrium infrapuberulum
Athyrium infrapuberulum är en majbräkenväxtart som beskrevs av Ren-Chang Ching. Athyrium infrapuberulum ingår i släktet Athyrium och familjen Athyriaceae. Inga underarter finns listade.